# Denys de La Patellière
Denis Dubois de La Patellière, llamado Denys de La Patellière, (Nantes, 8 de marzo de 1921 − Dinard, 21 de julio de 2013) fue un director de cine y guionista francés.

## Biografía
Hijo de oficial, Denys de La Patellière prepara el concurso de la Escuela especial militar de Saint-Cyr. Durante la Segunda Guerra Mundial, entra en el Ejército francés de Liberación. Al final del conflicto, hace carrera en el cine. Su cuñado, que trabaja en el Comité de Organización del Cine, la ayuda a entrar como obrero desarrollador en el laboratorio de los Buttes Chaumont. Después, se hace montador por el diario de actualidades de la sociedad de prensa Les Actualités françaises.
La Patellière es ayudante de dirección de Maurice Labro para L'Héroïque Monsieur Boniface (1948), de Georges Lacombe para Prélude a la gloire y de Georges Lampin para Suivez cet homme. Realiza Les Aristocrates su primer largometraje, en 1955. En la película destaca Pierre Fresnay, Brigitte Auber y Maurice Ronet. Le sigue Le salaire du péché (1955) con Danielle Darrieux y Retour de manivelle (1956), una película policíaca con Michèle Morgan.
Ha dirigido dramas con Jean Gabin como padre de familia a Les grandes familles y Rue des Prairies. Gabin ha interpretado también a las películas Le Tonnerre de Dieu, Le Tatoué y El asesino (1972). En su carrera se encuentra también una película de guerra, Un taxi hacia Tobrouk (1960) y una película costumbrista, La Fabuleuse Aventure de Marco Polo (1963).
Denys de La Patellière dirigió su última película pare el cine en 1973, Prêtres interdits prohibits con Robert Hossein como sacerdote y la joven Claude Jade. Este gran drama basado en las memorias de guerra del director como colaborador en el guion, François Boyer: la historia de un amor excepcional contra todas las hipocresías continúa siendo el testamento personal de La Patellière.
Denys de La Patellière realiza diversos telefilms, como El Comte de Monte-Cristo (miniserie, 1979), una miniserie de seis episodios adaptada de la novela de Alexandre Dumas, emitida en FR3 (actual France 3) en 1979, y Bonjour maître , serie de doce episodios para Antenne 2 (actual France 2). Realiza igualmente telefilms, como  Paparoff  (1988) con Michel Constantin. Durante la década de los 90, dirige dos episodios de la serie Maigret con Bruno Cremer.
Su primera novela, L'Enfant évanoui, aparece en 2002.

## Vida privada y familia
El nombre completo es Dubois de La Patellière. La familia fue ennoblecida en la Restauración en 1817. 
Uno de sus hijos Alexandre de La Patellière, es director y productor. Otros de sus hijos, Fabrice de La Patellière, es director de ficción de Canal+.

## Premios
Denys de La Patellière es oficial del Orden de las Artes y las Letras.

## Filmografía[5]

### Ayudante de director
- 1949: L'Héroïque Monsieur Boniface de Maurice Labro
- 1950: Casimir de Richard Pottier
- 1950: Prélude a la gloire de Georges Lacombe
- 1950: Uniformes et grandes manœuvres de Re Hénaff
- 1950: Le Tampon du Capiston de Maurice Labro
- 1950: Boniface somnambule de Maurice Labro
- 1951: Les Mousquetaires du Roi de Marcel Aboulker i Michel Ferry
- 1952: Suivez cet homme de Georges Lampin
- 1954: Le Défroqué de Léo Joannon

### Director

#### Cine
- 1955: Les Aristocrates (director y  guionista)
- 1956: Le Salaire du péché (director y guionista)
- 1957: Les Œufs de l'autruche (director y guionista)
- 1957: Retour de manivelle (director y guionista)
- 1958: Thérèse Étienne (director y guionista)
- 1958: Les Grandes Familles (director y guionista)
- 1959: Rue des prairies (director y guionista)
- 1959: Les Yeux de l'amour (director y guionista)
- 1960: Un taxi cap a Tobrouk (Un taxi pour Tobrouk) (director y guionista)
- 1961: Le Bateau d'Émile (director y guionista)
- 1962: Pourquoi Paris ? (director)
- 1963: Tempo di Roma (director)
- 1964: La Fabuleuse Aventure de Marco Polo (director y guionista, codirigida con Noël Howard)
- 1964: Le Tonnerre de Dieu (director y guionista)
- 1965: Du rififi a Paname (director y guionista)
- 1966: El sol negre (Soleil noir) (director y guionista)
- 1966: Le Voyage du père (director y guionista)
- 1968: Caroline chérie (director)
- 1968: Le Tatoué (director)
- 1970: Moto Shel Yehudi (director y guionista)
- 1972: L'assassí (Le Tueur) (director y guionista)
- 1973: Prêtres interdits (director y guionista)

#### Televisión
- 1976: Cinema 16 - episodi "La Manipulation" (Telefilm): director y guionista
- 1977: Un jutge, un Polícia (sèrie TV): director y guionista
- 1978: Les Enquêtes du Comissari Maigret  (serie TV) - episodi "Maigret i les Témoins Récalcitrants": director
- 1978: Història s de Voyous: el Casse des Reis Mages (Telefilm): director
- 1980: Le Comte de Monte-Cristo (serie TV): director
- 1983: Secret diplomatique (sèrie TV): director y guionista
- 1985: Le Paria (serie TV): director
- 1987: Bonjour maître (serie TV): director
- 1988: Paparoff (serie TV): director y guionista
- 1992: L'Affaire Salengro (Telefilm): director
- 1993: Les Épées de Diamant (Telefilm): director y guionista
- 1994: Maigret (sèrie TV) - episodi "Cécile és morte": director y guionista
- 1995: Maigret (sèrie TV) - episodi "Maigret i l'affaire Saint-Fiacre": director y guionista

### Guionista

#### Cine
- 1954: Le Défroqué de Léo Joannon
- 1958: La Tour, prends garde ! de Georges Lampin
- 1962: Carillons sans Joie de Charles Brabant
- 1964: Du grabuge chez les veuves de Jacques Poitrenaud

#### Televisión
- 1975: Le Renard a l'Ile, Telefilm de Leila Senati
- 1997: Van Loc: un grand Police de Marseille (serie TV) - episodio "Pour l'Amour de Marie" de Claude Barrois